# Aphalaridae
Famille
Les Aphalaridae sont une famille d'insectes de la super-famille des Psylloidea (ordre des hémiptères).

## Liste des genres
Selon GBIF (4 février 2025) :
- Agelaeopsylla Taylor, 1990
- Agonoscena Enderlein, 1914
- Ameroscena Burckhardt & Lauterer, 1989
- Anoeconeossa Taylor, 1987
- Anomalopsylla Tuthill, 1952
- Aphalara Burckhardt, Cort & Queiroz, 2020
- Aphalara Förster, 1848
- Apsylla Crawford, 1912
- Australopsylla Tuthill & Taylor, 1955
- Blastopsylla Taylor, 1985
- Blepharocosta Taylor, 1992
- Boreioglycaspis Moore, 1965
- Brachystetha Loginova, 1964
- Caillardia Bergevin, 1931
- Cardiaspina Crawford, 1911
- † Carsidarina Becker-Migdisova, 1985
- † Catopsylla Scudder, 1890
- Celtisaspis Yang & Li, 1982
- Cerationotum Burckhardt & Lauterer, 1989
- Colposcenia Enderlein, 1929
- Craspedolepta Enderlein, 1921
- Crastina Loginova, 1964
- Creiis Scott, 1882
- Crucianus Burckhardt & Lauterer, 1989
- Cryptoneossa Taylor, 1990
- Ctenarytaina Ferris & Klyver, 1932
- Dasypsylla Froggatt, 1900
- Diraphia Illiger, 1803
- † Eogyropsylla Klimaszewski, 1993
- Epheloscyta Loginova, 1976
- Eriopsylla Froggatt, 1901
- Eucalyptolyma Froggatt, 1901
- Eumetoecus Loginova, 1961
- Eurhinocola Crawford, 1912
- Eurotica Loginova, 1962
- Glycaspis Taylor, 1960
- Gyropsylla Bréthes, 1921
- Hodkinsonia Burckhardt, Espirito-Santo, Fernandes & Malenovsky, 2004
- Hyalinaspis Taylor, 1960
- Kenmooreana Taylor, 1984
- Lanthanaphalara Tuthill, 1959
- † Lapidopsylla Klimaszewski, 1993
- Lasiopsylla Froggatt, 1900
- Leptospermonastes Taylor, 1987
- Leurolophus Tuthill, 1942
- Limataphalara Hodkinson, 1992
- Lisronia Loginova, 1976
- Marpsylla Navasero & Calilung, 2001
- Megagonoscena Burckhardt & Lauterer, 1989
- † Moraniella Loginova, 1972
- Neaphalara Brown & Hodkinson, 1988
- † Necropsylla Scudder, 1890
- Notophyllura Hodkinson, 1986
- Pachypsylla Riley, 1883
- † Paleopsylloides Becker-Migdisova, 1985
- Paraphalaroida Loginova, 1972
- † Parascenia Klimaszewski & Sedzimir, 1997
- Phellopsylla Taylor, 1960
- Phyllolyma Scott, 1882
- Platyobria Taylor, 1987
- † Proeurotica Becker-Migdisova, 1985
- † Protoscena Klimaszewski, 1997
- Rhinocola Förster, 1848
- Rhodochlanis Loginova, 1964
- Rhusaphalara Park & Lee, 1982
- Spondyliaspis Signoret, 1879
- Syncarpiolyma Froggatt, 1901
- Syncoptozus Enderlein, 1918
- Tainarys Brèthes, 1920
- Tetragonocephala Crawford, 1914
- Togepsylla Kuwayama, 1931
- Vailakiella Bliven, 1955
- Xanioptera Enderlein, 1921
- Xenaphalara Loginova, 1961

## Systématique
Le nom valide de ce taxon est Aphalaridae Loew, 1879.